# Mariano Haro
Mariano Haro Cisneros (Valladolid, 27 de mayo de 1940-Palencia, 27 de julio de 2024) fue un atleta español especialista en pruebas de cross, fondo y medio fondo en la década de los años 1970. Acumula en su palmarés un total de 27 títulos de campeón de España entre todas las especialidades (campo a través, fondo y medio fondo).

## Carrera deportiva
Conocido como "el León de Becerril", creció en Becerril de Campos, municipio ubicado en la comarca de Tierra de Campos donde el clima se caracteriza por un invierno frío, mientras que el verano es seco y cálido. Este clima potenció su resistencia a las condiciones extremas, además de haber vivido en un lugar donde para ir a la capital, Palencia, corría los dieciséis kilómetros que distan entre su pueblo y la ciudad, una vez de ida y otra de vuelta.
Perteneció al Club Educación y Descanso de Palencia.
Tras abandonar la competición, se pasó a la política, así como a la gestión de una marca de ropa deportiva. Fue alcalde de Becerril de Campos (Palencia) desde 1979 hasta 2003.

### Palmarés nacional
- Subcampeón Júnior de España de 5.000 metros lisos.
- Campeón de España de Cross Júnior en 1960 y 1961.
- Campeón de España de Cross (1962, 63, 68, 69, 71, 72, 73, 74, 75, 76, 77).
- Campeón de España de Cross por equipos en 1974, 1975, 1976 y 1977.
- Campeón de España de 10.000 metros lisos (1962 con 30:19.0), (1964 con 30:57.2), (1965 con 30:09.8), (1969 con 29:46.4), (1970 con 30:05.8), (1971 con 29:33.6), (1973 con 28:40.2), (1974 con 28:56.2) y (1975 con 28:55.6).
- Campeón de España de 5.000 metros lisos (1962 con 14:20.8), (1964 con 14:15.4), (1965 con 14:19.4), (1969 con 14:12.0) y (1970 con 14:27.6)
- Campeón de España de 3.000 metros obstáculos (1967 con 9:00.6)
- Campeón de España de Gran Fondo (1975 con 1h35:25)

### Palmarés internacional
- 62 veces Internacional.
- Campeón de Europa de Cross por equipos 1975 y 1976 y subcampeón en 1977.

| Año  | Competición                          | Lugar                  | Prueba                 | Puesto | Marca    |
| ---- | ------------------------------------ | ---------------------- | ---------------------- | ------ | -------- |
| 1961 | Campeonato del Mundo de Cross Júnior | Nantes, Francia        |                        | 3.ª    |          |
| 1962 | Juegos Iberoamericanos               | Madrid, España         | 10.000 metros lisos    | 2.ª    | 30:22.4  |
| 1962 | Juegos Iberoamericanos               | Madrid, España         | 5.000 metros lisos     | 3.ª    | 14:38.2  |
| 1963 | Cross de las Naciones                | San Sebastián, España  |                        | 3.ª    | 37:42    |
| 1965 | Copa de Europa de Atletismo          | Enschede, Países Bajos |                        | 1.ª    |          |
| 1967 | Juegos del Mediterráneo              | Túnez                  | 3000 metros obstáculos | 3.ª    | 8:50     |
| 1970 | Copa de Europa de Atletismo          | Zúrich, Suiza          |                        | 1.ª    |          |
| 1971 | Campeonato Europeo de Atletismo      | Helsinki, Finlandia    | 10 000 metros lisos    | 5.ª    |          |
| 1971 | Juegos del Mediterráneo              | Esmirna, Turquía       | 10.000 metros lisos    | 2.ª    | 28:54,4  |
| 1972 | Cross de las Naciones                | Cambridge, Inglaterra  |                        | 2.ª    | 38:01    |
| 1972 | Juegos Olímpicos                     | Múnich, Alemania       |                        | 4.ª    | 27:48,14 |
| 1973 | Campeonato Mundial de Cross          | Waregem, Bélgica       |                        | 2.ª    | 35:47    |
| 1974 | Campeonato Europeo de Atletismo      | Roma, Italia           | 10.000 metros lisos    | 8.ª    |          |
| 1974 | Campeonato Mundial de Cross          | Monza, Italia          |                        | 2.ª    | 35:25    |
| 1975 | Campeonato Mundial de Cross          | Rabat, Marruecos       |                        | 2.ª    | 35:47    |
| 1975 | Juegos del Mediterráneo              | Argel, Argelia         | 10.000 metros lisos    | 2.ª    | 28:29,2  |
| 1976 | Juegos Olímpicos                     | Montreal, Canadá       |                        | 6.ª    | 28:00,28 |

## Mejores marcas
| Prueba            | Resultado | Fecha     | Lugar         |
| ----------------- | --------- | --------- | ------------- |
| 800 m             | 1:53.7    | 26/4/1964 | Lisboa        |
| 1500 m            | 3:47.3    | 2/8/1972  | Oslo          |
| 3000 m            | 7:51.6    | 3/8/1972  | Oslo          |
| 3000 m obstáculos | 8:37.2    | 17/8/1968 | La Coruña     |
| 5000 m            | 13:26.03  | 14/7/1972 | Londres       |
| 10000 m           | 27:48.14  | 3/9/1972  | Múnich        |
| 20000 m           | 58:37.08  | 9/8/1975  | San Sebastián |
| 1 hora            | 20 493 m  | 9/8/1975  | San Sebastián |

El récord más longevo establecido por Mariaro Haro fue el de las 100 vueltas (10 km) a una plaza de toros; modalidad practicada por los korrikalaris vascos. La marca de Mariano, 29m37s, fue establecida en 1977 en la plaza de toros de Tolosa (Guipúzcoa) y no logró ser superado hasta el 27 de marzo de 2011, por Ali Hassan Mahboob de Baréin, en la plaza de Toros de Azpeitia.

## Galardones y honores
- "Medalla de Oro de la Real Orden del Mérito Deportivo de 2003"
A propuesta del Secretario de Estado para el Deporte, la ministra de Educación Cultura y Deporte se la concedió, junto con el tenista Juan Carlos Ferrero, la atleta Marta Domínguez (también palentina), el atleta Jesús Ángel García Bragado, así como los políticos José María Álvarez del Manzano y Alfredo Sánchez Monteseirín.
De esta manera el Consejo Superior de Deportes reconoce la trayectoria deportiva de un auténtico pionero del cross español tras haber sido campeón en varias ocasiones del campeonato de España y subcampeón mundial de campo a través en tres ocasiones, además de brillar en la citas olímpicas.
- El polideportivo municipal de Becerril de Campos (Palencia) lleva su nombre y en 2013 el Ayuntamiento de la capital hizo lo propio con el pabellón deportivo del barrio del Cristo del Otero.
- Calles a su nombre en: Alhama de Murcia (Murcia), Madridejos (Toledo), Priego de Córdoba, (Córdoba), Rute (Córdoba), Guillena (Sevilla), Roquetas de Mar (Almería),  .